# メイプル超音楽
メイプル超音楽（メイプルちょうミュージック）は、CBCテレビで放送していた音楽番組である。メインMCはメイプル超合金。

## 概要
- メイプル超合金の二人にとって、初めての冠番組である。
- 元々は、2016年12月29日から3か月限定で月に1回全3回の放送予定だったが[2]、2017年春改編で新たな放送枠「超月曜CBC」が設立されて時間帯を移動し、2017年4月3日よりレギュラー化。レギュラー化当初は、毎月第1月曜23:56〜翌0:26に放送された。2017年10月9日以降は、毎月第2月曜の同時間にも放送枠を拡大し事実上の隔週放送となる。
- 2018年4月13日より、超月曜CBCの放送枠消滅に伴い、毎週土曜未明（金曜深夜）に枠移動し単独番組として放送を開始する。2020年4月12日以降は日曜未明（土曜深夜）に枠移動し、企画コーナーが新たに放送されるなど放送内容がリニューアルされた。
- 2022年3月20日に最終回を迎えた。

### 放送時間の変遷
| 期間      | 期間      | 放送時間（日本時間）         | 備考                  |
| --------- | --------- | ---------------------------- | --------------------- |
| 2018.4.13 | 2019.3.30 | 土曜日0:56〜1:16（金曜深夜） |                       |
| 2019.4.6  | 2020.3.28 | 土曜日0:55〜1:25（金曜深夜） | 1分繰り上げ・10分拡大 |
| 2020.4.12 | 2022.3.20 | 日曜日1:28〜2:13（土曜深夜） | 15分拡大              |

- 金曜ドラマ等プライムタイム枠の番組が拡大される時は放送時間が繰り下げとなる。また、マスターズ・トーナメント[4]や世界陸上[5]、中日クラウンズ[6]といったスポーツ中継時は休止、或いは放送時間変更となる。
- 2020年8月6日からは、動画配信サービス「U-NEXT」でも配信開始された（地上波放送から4日後の木曜日に配信[1]）。

## 出演者
- メイプル超合金（安藤なつ・カズレーザー） - MC
- 越智ゆらの - アシスタント（高見と2週交替で出演）
- 高見奈央 - アシスタント（越智と2週交替で出演）
- 大矢梨華子 - コーナー担当
- 山﨑夢羽 (BEYOOOOONDS) - コーナー担当

## 過去の出演者
- 永岡歩（CBCアナウンサー）- アシスタント

## 企画コーナー

### シンガー・大矢梨華子の東海三県弾き語り旅
- 大矢梨華子が東海3県125市町村の中からくじで引いた土地へ向かい、街の人にインタビューしたものを元に、楽曲を制作しながら旅をする企画。
- 3つのルールが課されており、すべて達成をすれば大矢メインの番組回が放送される。

### ユハえもんのひみつ道具
- ネコ型ロボットを愛してやまない山﨑夢羽が、"ユハえもん"に扮してMCに挑戦するミニコント風コーナー。U-NEXTでは「超」が付いたディレクターズカット版が配信されている[1]。
- ハロー!プロジェクトのメンバーやお笑い芸人がゲスト出演する。
- 山﨑はこのコーナーに限らず、SNSでも"ユハえもん"を演じることがある。